# احمد مشیمع
احمد مشیمع (انگلیسی: Ahmed Mushaima؛ زادهٔ ۱۳ دسامبر ۱۹۸۲) بازیکن فوتبال اهل بحرین بود.
از باشگاه‌هایی که در آن بازی کرده‌است می‌توان به باشگاه فوتبال منامه اشاره کرد.